# كمانة ميرزابغ (مقاطعة دلفان)
كمانة ميرزابغ (بالفارسية: کمانه میرزابگ) هي قرية تقع في قسم ايتيوند الشمالي الريفي (مقاطعة دلفان) في إيران. يقدر عدد سكانها بـ 185 نسمة بحسب إحصاء 2016.